# 中国现代艺术展
中国现代艺术展又称中国现代艺术大展、89艺术大展，是1989年2月5日在中华人民共和国北京市中国美术馆举办的一次艺术展览，该展览汇聚了85新潮与星星画展的代表人物及其他领域共186位艺术家近300件作品，展览涵盖油画、水墨、装置、行为、观念等多种形式。展览中，艺术家肖鲁用一把上了膛的手枪射击自己的作品《对话》，吴山专在展览现场售卖虾的行为艺术《大生意》及张念孵蛋等行为引发轰动和争议，这些行为导致展览中断最终提前闭幕。该展被广泛视为中国当代艺术的转折点，对中华人民共和国的艺术发展影响深远。